# جمعية حدائق الحيوان والأحواض المائية البريطانية الأيرلندية

شعار جمعية حدائق الحيوان والأحواض المائية البريطانية الأيرلندية.

الجمعية البريطانية والأيرلندية لحدائق الحيوان والأحواض المائية (بالإنجليزية:British and Irish Association of Zoos and Aquariums
) هي جمعية خيرية مهنية تأسست عام 1966 وتتضمن أكثر من 100 حديقة حيوان وأحواض مائية في بريطانيا وأيرلندا. 
يجب على أعضاء الجمعية أن يلتزموا بمدونات والبنود التابعة للجمعية، وكذلك القيام بأعمال هامة في مجال رعاية الحيوان والحفظ والتعليم والبحوث.